# 王順福
王順福（Ong Soon Hock，1985年2月15日—），馬來西亞男子羽毛球运动员。

## 簡歷
2011年，王順福本來計劃跟查基利和法鲁兹祖安一同退出馬來西亞國家羽毛球隊；但後來作罷，並被安排改與年轻球员麦喜俊合作。二人在年內取得不错的成績，世界排名曾跻身66位；但到2012年3月，国家队男双主教练陈金和决定將他俩拆伙，让麦喜俊改配张国祥。
為继续羽毛球生涯，王順福在2012年4月正式退出國家隊，以自由人身份夥拍顏德財參加比賽。二人甫合作便取得好成績，接連摘下三个卫星赛的冠军，分別為毛里求斯、阿根廷和巴西国际赛。

## 主要比賽成績
只列出曾進入準決賽的國際賽事成績：
| 年份   | 賽事                     | 公開賽級別 | 項目     | 拍檔       | 成績   |
| ------ | ------------------------ | ---------- | -------- | ---------- | ------ |
| 2005年 | 亞洲羽毛球錦標賽         | 其他       | 男子雙打 | 陳斌生     | 季軍   |
| 2007年 | 中國羽毛球大師賽         | 超級賽     | 男子雙打 | 陳斌生     | 準決賽 |
| 2008年 | 印尼羽毛球超級賽         | 超級賽     | 男子雙打 | 云天豪     | 準決賽 |
| 2008年 | 中華台北羽毛球黃金大獎賽 | 黃金大獎賽 | 男子雙打 | 云天豪     | 準決賽 |
| 2009年 | 越南羽毛球大獎賽         | 大獎賽     | 男子雙打 | 云天豪     | 亞軍   |
| 2010年 | 越南羽毛球大獎賽         | 大獎賽     | 男子雙打 | 法鲁兹祖安 | 亞軍   |
| 2011年 | 越南羽毛球大獎賽         | 大獎賽     | 男子雙打 | 麦喜俊     | 準決賽 |
| 2012年 | 馬來西亞羽毛球黃金大獎賽 | 黃金大獎賽 | 男子雙打 | 顏德財     | 準決賽 |
| 2012年 | 馬爾代夫羽毛球國際挑戰賽 | 國際挑戰賽 | 男子雙打 | 顏德財     | 準決賽 |
| 2012年 | 毛里裘斯羽毛球國際賽     | 國際系列賽 | 男子雙打 | 顏德財     | 冠軍   |
| 2012年 | 阿根廷羽毛球國際賽       | 國際系列賽 | 男子雙打 | 顏德財     | 冠軍   |
| 2012年 | 巴西羽毛球國際賽         | 國際挑戰賽 | 男子雙打 | 顏德財     | 冠軍   |
| 2012年 | 荷蘭羽毛球大獎賽         | 大獎賽     | 男子雙打 | 顏德財     | 亞軍   |
| 2014年 | 奧地利羽毛球國際挑戰賽   | 國際挑戰賽 | 男子雙打 | 顏德財     | 準決賽 |

| 2007-2017年 | 首要超級賽 | 超級賽 | 黃金大獎賽 | 大獎賽 | 國際挑戰賽 | 國際系列賽 | 未來系列賽 | 其他 |

| 2018-2026年 | 總決賽 | 超級1000賽 | 超級750賽 | 超級500賽 | 超級300賽 | 超級100賽 | 國際挑戰賽 | 國際系列賽 | 未來系列賽 | 其他 |

### 奧運會和世錦賽參賽紀錄
|          | 搭檔   | 2005 | 2006 | 2007 |
| -------- | ------ | ---- | ---- | ---- |
| 男子雙打 | 陳斌生 | 16強 | －   | 48強 |